# D Rose
„D Rose” – piosenka amerykańskiego rapera Lil Pumpa; trzeci singel z jego debiutanckiego albumu Lil Pump (2017). Został wydany 9 czerwca 2017 roku za pośrednictwem SoundCloud. Wcześniej piosenka ukazała się nakładem wytwórni Black Society już 24 października 2016 r. Piosenka została nazwana na cześć koszykarza Derricka Rose'a. Wraz z innymi utworami takimi jak: „Boss” i „Gucci Gang” piosenka ta pomogła Lil Pumpowi zwrócić na siebie uwagę w przemyśle muzycznym, gromadząc ponad 70 milionów odtworzeń na SoundCloud oraz 210 milionów na YouTube.

## Odbiór krytyczny
Krytyk muzyczny Paul Thompson z Complex napisał w swojej recenzji: „D Rose jest odpowiednio zjawiskowym utworem, ale rytm odgrywa większą rolę, sam wokal Pumpa uderza w lewą i prawą stronę i szuka ujścia, które nigdy do końca mu się nie ujawnia”. Popularności piosence nadał też ciekawy fakt; Lil Pump wypowiada w niej ksywkę „D Rose” 84 razy.

## Odbiór komercyjny

### Pozycje na listach przebojów
| Lista (2017)                                   | Pozycja |
| ---------------------------------------------- | ------- |
| USA Bubbling Under Hot 100 Singles (Billboard) | 8       |
| USA Hot R&B/Hip-Hop Songs (Billboard)          | 48      |

### Certyfikaty sprzedaży
| Kraj       | Certyfikat | Liczba sprzedanych jednostek |
| ---------- | ---------- | ---------------------------- |
| USA (RIAA) | Złoto      | 500,000                      |